# Meritxell Colell Aparicio
Meritxell Colell Aparicio (Barcelona, 1983) es una directora de cine española.

## Biografía
Meritxell Colell Aparicio se licenció en comunicación audiovisual en la Universidad Pompeu Fabra de Barcelona. Estudió cine en la Universidad del Cine, en Buenos Aires. Empezó a trabajar como montadora.
Desde 2007, ha estado trabajando en documentales, notablemente para la Fundación Joan Miró. También enseña cine. Es miembro de cine en curso, un proyecto educativo, que también incluye a Carla Simón, Jonás Trueba y Mercedes Álvarez.
En 2018, se estrenó su primer largometraje de ficción, Con el viento, que fue presentado en el prestigioso Festival de Cine de Berlín en la sección "Forum".
Meritxell Colell Aparicio es parte de una nueva generación de directores de cine españoles. Fue seleccionada por Cinéfondation para presentar su película en L'Atelier durante el Festival de Cannes.

## Filmografía
- 2005: Barcelona-París-Barcelona (documental)
- 2006: Manuscrit a la ciutat (documental)
- 2014: Arquitecturas en silencio, diálogo entre Antoni Bonet y Le Corbusier (documental)
- 2008: Recordando Buenos Aires (documental)
- 2018: Con el viento (Face au vent), Polar Star Film
- 2020: Transoceánicas documental codirigido con Lucía Vasallo